# Josip Keresturi
Josip Keresturi (Štrigova, 20. veljače 1739. ‒ Beč, 27. siječnja 1794.) bio je hrvatski diplomat, povjesničar i politički pravnik.

## Životopis
Pohađao je gimnaziju u Varaždinu i Kőszegu. Godine 1754. ulazi u isusovački novicijat u Beču. Prilikom stupanja u red izjavljuje kako govori materinski hrvatski jezik i latinski te da osrednje zna mađarski i njemački jezik.
Humanističke znanosti je specijalizirao u Győru 1757. godine. Od 1758. do 1759. studirao je filozofiju u Grazu. Radio je kao gimnazijski profesor u Trnavi od 1760. do 1762. te u Zagrebu od 1763. do 1764. godine. Nakon toga napušta isusovce te u Grazu studira pravo.
Od 1767. radio je u Varaždinu kao odvjetnik i javni bilježnik. Od 1775. bio je u Beču dvorski agent za Ugarsku i Transilvaniju. Josip II. mu je 1786. podijelio plemstvo s pridjevkom „de Szinerszek”. Pripadao je masonskom pokretu.
Napisao je više pravnih, političkih i povijesnih djela.

### Članci
- Korade, Mijo. 2009. Keresturi, Josip. Hrvatski biografski leksikon. Zagreb.  journal zahtijeva |journal= (pomoć)